# Ulysses Dove
Ulysses Dove (Columbia, 17 gennaio 1947 – Manhattan, 11 giugno 1996) è stato un ballerino e coreografo statunitense.

## Biografia
Dopo gli studi al Bennington College, nel 1973 Alvin Ailey lo invitò ad unirsi alla sua compagnia, in cui Dove divenne ballerino principale. Nel 1979 esordì come coreografo e nel 1980 lasciò la compagnia di Ailey per diventare l'assistente alla regia all'Opera di Parigi, una posizione che mantenne dal 1980 al 1983. Successivamente lavorò come coreografo e le sue opere furono portati sulle scene dall'Het Nationale Ballet, Theater Basel, American Ballet Theatre, New York City Ballet e dall'English National Ballet. Attivo come coreografo anche in televisione, nel 1995 vinse l'Emmy Award per le migliori coreografie.
Omosessuale, Dove morì per complicazioni legate all'AIDS.